# Радуга (журнал, Украина)
«Ра́дуга» — ежемесячный литературно-художественный и общественно-политический журнал, издающийся в Киеве (Украина); в прошлом — орган Союза писателей УССР. Старейший «толстый журнал», издающийся на русском языке на Украине.
Журнал «Радуга» начал издаваться в 1927 году в Харькове, тогда (до 1934 г.) столице УССР, с целью популяризации украинской культуры среди русских читателей, публикации русских писателей Украины, переводов произведений украинских писателей.
В советский период редакция журнала находилась в Киеве на улице Пушкинской, 32. Адрес редакции в настоящее время: ул. Богдана Хмельницкого, 51а.

## Названия
- 1927—1932 — «Красное слово»,
- 1933 — «Литстрой»,
- 1934—1937 — «Советская литература»,
- 1948—1950 — альманах «Советская Украина»,
- 1951—1963 — «Советская Украина».
- С № 3 1963 года — современное название[1].

## Современность
«Радуга» издается с подзаголовком «журнал художественной литературы и общественной мысли», издатель: ООО "Журнал «Радуга». Главный редактор — Юрий Владиславович Ковальский.
В редколлегию журнала входят Андрей Грязов, Марина и Сергей Дяченко, Валентина Ермолова, Владимир Каденко, Владимир Казарин, Анатолий Крым, Андрей Курков, Ярмиш Юрий Феодосиевич.
Редактором отдела поэзии журнала «Радуга», а затем литсотрудником отдела прозы почти 20 лет работал Леонид Николаевич Давиденко.
С журналом «Радуга» сотрудничают многие современные украинские и российские писатели и поэты, в том числе Валентина Ермолова, Александр Кабанов, Владимир Каденко, Александр Карпенко, Павел Баулин, Марина и Сергей Дяченко, Сергей Лукьяненко, Виктор Скумин, Платон Беседин, Ева Хадаши, Евгений Минко.
Редколлегия журнала учредила ежегодную международную литературную премию «Круг родства» им. Риталия Заславского.

## Сотрудники

### Главные редакторы
- 1988—1995 — Роготченко, Алексей Петрович

## Авторы, дебютировавшие в журнале
- Сохань, Игорь Павлович (№ 7, 1986; № 12, 1987; № 10, 1988)
- Эльяш, Марк Львович (№ 1, 1966; № 1,1971)